# Rødøy
Rødøy é uma comuna da Noruega, com 705 km² de área e 1 441 habitantes (censo de 2004).